# Ceilodiastrophon
Ceilodiastrophon é um gênero de traça pertencente à família Arctiidae.